# 二列鰓海牛科
二列鰓海牛科（學名：Bornellidae）是腹足綱裸鰓目枝鰓亞目之下的一個科級分類單元，包括有海螺及海蛞蝓。舊屬後鰓類，在2005年《布歇特和洛克羅伊的腹足類分類》，本科是無角鰓類枝鰓類支序枝背海牛總科之下的一個科；但在2017年最新的分類，枝背海牛總科分拆，本科變成了枝鰓亞目之下總科地位未定的分類單元。

## 分類
本科包括下列三個屬：

### 屬
- 二列鰓屬 Bornella Gray, 1850：包括有至少十個物種，例如指狀二列鰓（Bornella digitata (Adams & Reeve)）
- Bornellopsis O'Donoghue, 1929
- Pseudobornella  Baba, 1932  (monotypic : P. orientalis)